# Casaus de Savés
Casaus de Savés o Casaus Savés (en francès Cazaux-Savès) és un municipi francès situat al departament del Gers i a la regió d'Occitània.

## Geografia

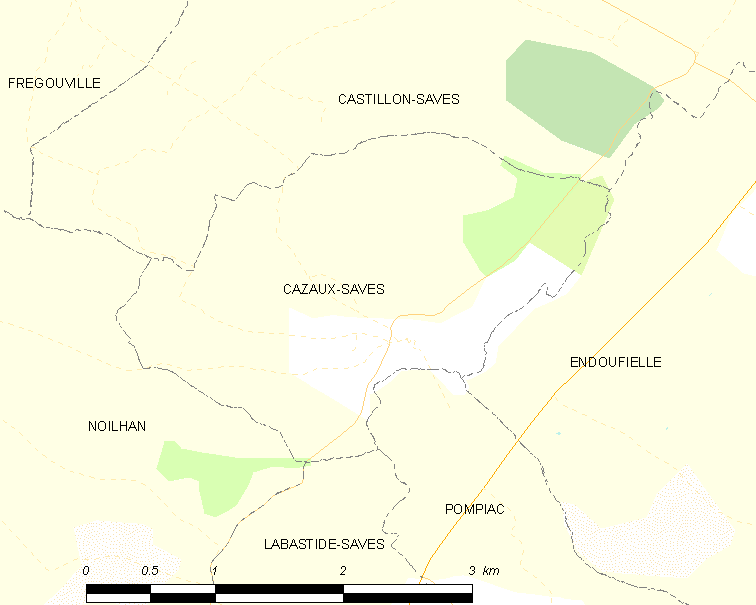
Mapa de la comuna de Casaus de Savés

## Administració
| Període | Identitat           | Partit |
| ------- | ------------------- | ------ |
| 2001-   | Jean-Claude Tournan |        |

## Demografia
| 1962                                       | 1968 | 1975 | 1982 | 1990 | 1999 | 2006 |
| ------------------------------------------ | ---- | ---- | ---- | ---- | ---- | ---- |
| 173                                        | 137  | 145  | 120  | 134  | 138  | 224  |
| Des de 1962: població sense dobles comptes |      |      |      |      |      |      |